# Zoli Ádok
Zoli Ádok (ungarisch Ádok Zoltán, * 22. März 1976 in Szeged) ist ein ungarischer Sänger, Schauspieler und Tänzer.

## Leben und Wirken
Beim Eurovision Song Contest 2009 trat Zoltán für Ungarn mit dem Lied Dance with me an. Sein Beitrag war die dritte interne Wahl von Magyar Televízió. Das erste Lied wurde einige Jahre vorher in Schweden veröffentlicht, beim zweiten Beitrag musste die Sängerin absagen. So wurde das Lied Tánclépés gewählt, das einen englischen Text bekam.
Beim ESC 2009 in Moskau trat das Lied im 2. Halbfinale an, belegte aber nur den 15. Platz und erreichte das Finale nicht. Für das kritisierte Kostüm bekam Zoltán den Barbara Dex Award.

## Diskografie

### Alben
- 2008: Tánclépés
- 2011: Három álom

### Singles
- 2009: Dance With Me
- 2010: Why Don’t You
- 2011: Harom Alom